# 加藤恭子
加藤 恭子（かとう きょうこ、1968年7月24日 - ）は、九州朝日放送のアナウンサー。大分県大分市出身。

## 経歴
大分県立大分上野丘高等学校を経て清泉女子大学卒業後、1991年入社。同期には武内裕之、秋山仁志。以来、2004年春から1年間スポーツ部勤務があったものの、長くアナウンサーとして勤務。
「きき酒師」の資格を持っている。引っ越しが趣味で、間取りを見て妄想するのが大好き。文庫本を1日で読破するという特技を持っているが、読み終わった時には主人公の名前が思い出せない。

## 担当中の番組
テレビ
- とっても健康らんど
- KBCニュース（不定期）

ラジオ
- KBC朝日新聞ニュース（不定期）
- アサデス。ラジオ （第2期）（2022年3月30日から水曜日・金曜日パートナー6:30 - 12:00。2024年4月からは水曜日に専念。但し稀にメインパーソナリティ代行を務める場合あり）
- ヒルマニ（2025年4月1日〜毎週火曜日担当。副題「キテマス。K」。移行前は土曜22:00～23:00で放送されていた独立番組。）

## 主な過去の担当番組
- モーニングモーニング
- 月刊アビ鷹どんぶり
- KBCニュースピア
- 博多のえくぼ
- 久留米 オン・マイ・マインド
- 川上政行 朝からしゃべりずき!
- サワダデス。
- サワダデース
- シリタカ!（ストライキ時の代理）
- サタモニ５（不定期）
- アサデス。ラジオ（水曜・木曜の「モーニング」）
- アサデス7（月、火曜日　サブMC）（木曜日2022年4月7日 - 2023年3月、サブMC）
- ヒルマニ（2024年4月4日〜2025年3月27日、毎週木曜日担当。テーマは経済・社会問題。）